# Florentine Van Espen
Irma Maria Van Espen (3 avril 1934 à Tremelo) est une coopérante belge en Afrique. Elle obtient un diplôme d'infirmière et part en 1963, avec l'organisation AFI(Association Fraternelle Internationale) en Haute-Volta, aujourd'hui Burkina Faso. Elle avait prévu d'y rester pendant trois ans, mais elle ne l'a jamais quitté,. Sans être affilié avec une organisation, mais avec le soutien international de sympathisants, elle a pu construire des écoles, des puits, des dispensaires et des maternités.
En 1999, elle a été naturalisée en tant que Burkinabé.

## Biographie

### Enfance
Florentine Van Espen est la troisième de sept enfants d'une famille d'agriculteurs. À l'âge de douze ans, elle perd sa mère.
Son grand exemple et sa source d'inspiration a toujours été Père Damien, le héros de Molokai, qui est également né dans son village natal, 94 ans plus tôt. Comme lui, elle voulait servir les plus faibles de la société. Dans son désir d'aider les autres, elle entre en contact avec l'AFI, une initiative laïque d'aide au développement, fondée en 1937 et dirigée par la Liégeoise Yvonne Poncelet. AFI l'a soutenue et lui a donné la possibilité d'étudier pour devenir infirmière. 

### Une première mission
Après ces études, AFI lui a proposé de se rendre à Garango, en Haute-Volta, en tant qu'infirmière pour travailler dans une communauté scolaire. Comme elle ne maîtrisait pas suffisamment la langue française, elle a d'abord été envoyée à la Sorbonne de Paris pour suivre un cours accéléré de français.
En novembre 1963, elle quitte Marseille en bateau pour Abidjan (Côte d'Ivoire) et poursuit en train jusqu'à Ouagadougou (la capitale de Burkina Faso), où elle est accueillie par les professeurs de l'AFI de Garango. La dernière partie du voyage vers Garango se fait avec une Citroën 2 CV, sur de mauvaises routes, et a duré trois jours.

### Les premières années à Garango
Sa tâche d'infirmière pour la communauté scolaire s'est rapidement étendue à tout Garango par l’intermédiaire du pasteur de l'époque, l'abbé Lofo (décédé en 2009), qui l'envoyait auprès des malades et des blessés ayant besoin de soins. Après trois ans, l'abbé Lofo et la communauté de Garango ont insisté pour qu’elle reste. Elle a accepté cette proposition, sans se rendre compte que Garango allait devenir l'œuvre de sa vie.

### Focus sur l'assistance
Avec les enseignants de la communauté scolaire, elle a appris que le développement de Garango et de ses environs n'était possible que si la jeune génération pouvait bénéficier d'une éducation. Mais l'éducation nécessite des écoles et il n'y en avait pratiquement pas, surtout pas pour les filles. Pour améliorer cette situation, Florentine Van Espen continuera à se concentrer sur les soins de santé de base, l'égalité des femmes et la construction de bâtiments scolaires.
Elle s'est rendu compte que le développement passe principalement par les femmes. Par conséquent, Florentine Van Espen a décidé de construire d'abord une école ménagère, le Centre de Promotion Féminine, afin que les filles puissent apprendre le métier de couturière après l'école primaire. 
Plus tard, l'enseignement a été élargi de sorte que l'école est passée d'une école professionnelle à une école technique et a été nommée C.A.P.C.C. (Centre d'Aptitude Professionnelle en Coupe et Couture). Pour cela, une aide financière de l’étranger était nécessaire,,,,.

## Soutien croissant des sympathisants
Les premières décennies à Garango sont difficiles et Florentine Van Espen ne reçoit un soutien financier que de sa famille proche. À chaque visite dans son pays natal, elle essaye de trouver dans le vaste cercle de ses connaissances de nouvelles personnes désireuses de soutenir financièrement ses projets. 
Peu à peu, plus de personnes se sont familiarisées avec sa manière de travailler et le nombre de sympathisants a augmenté, ce qui a permis de lancer de nouveaux projets de construction.

## Réalisations[2]
- 1965 : Fondation de l'école domestique « Centre de Promotion Féminine » (école professionnelle) à Garango,

- 1983-1987 : Conversation de l'école professionnelle en école technique, le « C.A.P.C.C. »,

- 1993-1997 : École primaire et logement des enseignants à Ouamné (commune située à 17 km de Garango),

- 1998-2001 : Maternité et dispensaire à Ouamné,

- 2003-2005 : Construction d'une école primaire et de logements pour les enseignants à Samando (village à 25 km de Garango),

- 2004-2006 : Maternité et dispensaire à Samando,

- 2007-2012 : École d'informatique à Garango,

- 2010-2016 : Le lycée Saint Damien de Garango[9],

- 2013-2017: École secondaire du premier cycle à Samando,

- 2016-2017 : Agrandissement avec trois classes supplémentaires des écoles primaires de Ouamné et Samando,

- 2017 : Château d'eau moderne pour le lycée de Garango,

- 2018-2019 : Dispensaire et maternité à Léda (village à 21 km de Garango),

- 2019 : Début des travaux de construction de l'école secondaire inférieure de Léda.

Paternité
Après un décès en couches, de nombreuses familles se sont retrouvées dans un grand besoin. C'est pourquoi un orphelinat a été fondé à Garango. Florentine Van Espen, en collaboration avec « La Mission d'animation Ten Aard » (Geel), a commencé à organiser des parrainages pour soutenir les tuteurs de ces enfants. 
Début 2019, cette activité comptait plus de 200 parrains et marraines. Annuellement, les tuteurs reçoivent une aide financière, à la condition que l'enfant concerné ait suivi une année d'enseignement complet,,.

## Reconnaissance
Pour son engagement et son travail dans la région de Garango, elle a reçu en octobre 2010 le titre honorifique de « Chevalier de l'Ordre de Mérite Burkinabé », remis par le ministre burkinabé de l'éducation.
En 2013, à l'occasion de son jubilé d'or en tant que coopérante, elle a été fêtée dans son village natal de Tremelo. Toujours à Garango, de grandes festivités ont eu lieu en novembre de 2013 et la municipalité a décidé de donner son nom à une rue. Par conséquent, la rue du Lycée Saint Damien de Garango s'appelle maintenant la rue Florentina Van Espen. En septembre 2019, la municipalité de Tremelo lui a décerné le titre de citoyenne d'honneur.
En raison de sa notoriété et de ses réalisations, la télévision nationale du Burkina Faso (la R.T.B.) a réalisé un documentaire de 68 minutes (réalisateur: Michaël Djiguemde), traitant sa vie active. Ce reportage a été diffusé pour la première fois en février 2015 lors de l'émission A Cœur Ouvert.